# Regii
Les Regii (en français : les Rois) sont une unité d'auxilia palatina de l'armée romaine tardive, active entre le IVe et le Ve siècle.
Son origine est débattue par les historiens. Selon une hypothèse proposée par l'historien Theodor Mommsen, les Regii seraient une unité constituée avant la Tétrarchie de Juifs vivant à Émèse en Phénicie libanaise. Une hypothèse plus récente proposée par Michael P. Speidel fait des Regii une unité d'origine alémanique constituée sous Constantin Ier.
Les Regii participent aux campagnes du César Julien et notamment à la bataille d'Argentoratum en 357. Une hypothèse historique les situe également vers cette époque en Égypte.
Au début du Ve siècle, l'existence des Regii est toujours attestée par la Notitia Dignitatum qui mentionne deux unités de ce nom : une legio comitatensis en Occident ainsi qu'un auxilium en Orient.

## Origines
Plusieurs historiens ont avancé différentes théories concernant l'origine des soldats des Regii et la date de leur création.

### Unauxiliumpré-tétrarchique constitué de soldats juifs originaires d'Émèse?
Selon Theodor Mommsen, les Regii serait une unité constituée originellement d'habitants juifs de la ville d'Émèse, capitale de la province de Phénicie libanaise. Mommsen se base pour l'affirmer sur la découverte d'une inscription partielle retrouvée sur un sarcophage dans le cimetière de Concordia près d'Aquilée mentionnant l'unité des Regii. Selon sa proposition de restitution, l'inscription mentionne l'épouse d'un soldat des Regi(orum) Emes(enorum) Iud(a)eoru(m), c'est-à-dire des « Juifs royaux d'Émèse ». Le nom complet de l'unité en latin serait donc Regii Emeseni Iudaei.
Suivant cette théorie, l'origine des Regii serait à rechercher selon Constantin Zuckerman dans « l'histoire politique agitée d'Émèse au troisième quart du IIIe siècle ». Entre 250 et 272, la ville est témoin de l'usurpation d'Uranius Antoninus qui fait face à l'invasion des Perses et devient par la suite l'un des bastions de l'Empire palmyrénien. Un régiment juif aurait pu être levé au cours de ces deux occasions, avant d'être intégré dans l'armée régulière par l'empereur Aurélien après la reconquête d'Émèse. La place de l'auxilium des Regii parmi les premiers régiments d'auxilia palatina dans la Notitia Dignitatum confirmerait une création antérieure à la Tétrarchie, au même titre que l'auxilium des Batavi.
Dietrich Hoffmann, qui reprend la théorie de Mommsen, plaide pour sa part pour une création à l'époque de Théodose Ier ou de Valens. Cette théorie est cependant contredite par la présence des Regii lors de la bataille d'Argentoratum à la fin du mois d'août 357.

### L'hypothèse d'unauxiliumd'origine germanique
L'historien américain Michael P. Speidel conteste la restitution proposée par Mommsen et, par conséquent, l'origine juive de l'unité des Regii. Il affirme que les Regii ne seraient pas des soldats juifs originaires d'Émèse, mais des soldats d'origine alémanique liés au roi Chrocus, dont ils tireraient leur nom (« les hommes du roi ») et qui auraient d'abord servi dans les troupes de Constantin Ier contre Maxence. Ces soldats auraient ensuite été intégrés dans l'armée régulière.

## Histoire

Déploiement des troupes romaines et de l'armée des Alamans lors de la bataille d'Argentoratum. Les Regii sont placés en seconde ligne à proximité des Batavi.

### Campagnes de Julien en Gaule (357)
Les Regii sont mentionnés par l'historien Ammien Marcellin parmi les unités placées sous le commandement du César Julien lors de ses campagnes en Gaule à la fin des années 350.
Les Regii participent à la bataille d'Argentoratum à la fin du mois d'août 357. Leur unité est déployée en deuxième ligne avec les Batavi, une autre unité d'auxilia palatina à laquelle ils semblent associés.

### DesRegiien Orient dès 356?
L'historien américain David Wood, tenant de la thèse d'une origine juive des Regii, fait un rapprochement avec le récit de l'attaque de l'église de Théonas à Alexandrie par l'évêque Lucifer de Cagliari en février 356. Lucifer de Cagliari mentionne des soldats juifs sous les ordres du duc de Syrie, qui pourraient selon lui correspondre aux « Juifs royaux d'Émèse » ; les Regii - si l'hypothèse de restitution proposée par Mommsen était avérée - serait en effet la seule unité à porter un nom faisant explicitement référence au judaïsme dans l'armée romaine.
Au regard de la présence des Regii en Gaule l'année suivante en 357, attestée par Ammien Marcellin, David Wood émet l'hypothèse d'une scission dès cette époque des Regii en deux unités opérant respectivement en Orient et en Occident qui apparaît plus de quarante ans plus tard dans la Notitia Dignitatum.

### LesRegiidans laNotitia Dignitatum(v. 400)
La Notitia Dignitatum, un document administratif romain rédigé entre 395 et 420 qui recense les unités de l'armée romaine tardive, mentionne deux unités portant le nom des Regii : une legio comitatensis en Occident et un auxilium commandé par le second magister militum praesantalis en Orient.
D'après les inscriptions retrouvées dans le cimetière de Concordia, la legio comitatensis des Regii a probablement été stationnée dans la ville en 409.